# Diego Espinoza
Diego Espinoza (Martín Muñoz de las Posadas, 1502 - Madrid, 5 de setembro de 1572) foi um cardeal do século XVI

## Biografia
Nasceu em Martín Muñoz de las Posadas em Setembro de 1502. De uma família nobre, mas empobrecida. Filho de Diego de Espinosa e Catalina de Arévalo. Ele tinha dois irmãos, Pedro e Hernando; e uma irmã, Catalina. Tio-avô do cardeal Gil Carrillo de Albornoz (1627). Seu sobrenome também está listado como Espinosa de los Monteros.
Estudou na Universidade de Salamanca, onde se licenciou em direito civil e canônico..
Professor do Colégio Maior de Cuenca, Salamanca. Juiz de apelação da cúria arquiepiscopal de Zaragoza. Provisor da diocese de Sigüenza. Auditor da Chancelaria de Valladolid e, posteriormente, auditor da Casa de Contratação de Sevilha, 1542. Regente no Real Conselho de Navarra, 1556. Conselheiro no Supremo e Real Conselho de Castela, 3 de maio de 1562..
Ordenado em 1564. Presidente do Conselho Supremo e Real de Castilla, 10 de agosto de 1565. A pedido do rei, o papa o nomeou Inquisidor-geral da Espanha, 8 de setembro de 1566; tomou posse em 4 de dezembro de 1566; manteve o cargo até sua morte. Em 1567, devido aos problemas ocasionados pelos rebeldes na Flandres, o rei Felipe II decidiu ir pessoalmente àquela província e deixou Espinosa como regente do reino. Para dar maior dignidade ao seu ministro, o rei pediu ao papa sua promoção a cardinalato..
Criado cardeal sacerdote no consistório de 24 de março de 1568; recebeu o gorro vermelho e o título de S. Bartolomeo all'Isola, a 14 de maio de 1568..
Eleito bispo de Sigüenza, 5 de julho de 1568. Consagrado, 1568. Recebeu o título de S. Stefano al Monte Celio, a 20 de agosto de 1568. Membro da junta para o processo e prisão do infante D. Carlos. Não visitou sua diocese até o final de março de 1569. Não participou do conclave de 1572, que elegeu o Papa Gregório XIII..
Morreu em Madrid em 5 de setembro de 1572, perto das 10 horas, de uma doença muito breve. Sepultado na capela que fundou na igreja paroquial de Nuestra Señora de la Asunción, Mart 161n Muñoz de las Posadas.